# Messerangriff in Mülhausen am 22. Februar 2025
Der Messerangriff in Mülhausen war ein am 22. Februar 2025 begangener Messerangriff in der französischen Stadt Mülhausen im Elsass. Mutmaßlicher Täter ist ein 37-jähriger Algerier.

## Hergang
Bei einem Marktplatz im elsässischen Mülhausen griff ein Mann mehrere Polizisten und einen Passanten mit einem Messer an und rief dabei „Allahu akbar“. Eine Person kam ums Leben, weitere wurden verletzt. Der mutmaßliche Täter wurde festgenommen.

## Reaktionen
Frankreichs Innenminister Bruno Retailleau kündigte an, noch am Abend des 22. Februar 2025 nach Mülhausen zu reisen, um sich vor Ort ein Bild der Lage zu machen und mit den örtlichen Behörden zu sprechen. Präsident Emmanuel Macron äußerte sich ebenfalls und sprach den Familien der Opfer die „Solidarität der Nation“ aus. Er kritisierte außerdem Algerien, dass es 10× die Rückführung des mutmaßlichen Täters Brahim A. nach Algerien verweigert habe und forderte die Aufkündigung des französisch-algerischen Abkommens aus dem Jahr 1968.